# Rotsjön (Kolsva socken, Västmanland)
Rotsjön är en sjö i Köpings kommun i Västmanland och ingår i Norrströms huvudavrinningsområde. Sjön har en area på 0,121 kvadratkilometer och ligger 67,9 meter över havet.

## Delavrinningsområde
Rotsjön ingår i det delavrinningsområde (659286-150376) som SMHI kallar för Ovan Vibybäcken. Medelhöjden är 41 meter över havet och ytan är 75,52 kvadratkilometer. Räknas de 3 avrinningsområdena uppströms in blir den ackumulerade arean 103,49 kvadratkilometer. Lillån som avvattnar avrinningsområdet har biflödesordning 3, vilket innebär att vattnet flödar genom totalt 3 vattendrag innan det når havet efter 152 kilometer. Avrinningsområdet består mestadels av skog (55 procent) och jordbruk (32 procent). Avrinningsområdet har 0,35 kvadratkilometer vattenytor vilket ger det en sjöprocent på 0,5 procent.